# Глаубер Роша
Глаубер Роша (порт. Glauber Pedro de Andrade Rocha, 14 березня 1939, Віторія-да-Конкіста — 22 серпня 1981, Ріо-де-Жанейро) — бразильський кінорежисер, теоретик і пропагандист нового кіно.

## Біографія
У дев'ятирічному віці разом з сім'єю переїхав до Салвадору. Навчався в пресвітеріанської школі. З 16 років займався журналістикою, два роки вивчав право, але в 1959 зняв перший фільм і з тих пір присвятив себе кіно, де виступав також як сценарист і актор. З 1971 року, після встановлення в країні військової диктатури, жив і працював за кордоном (Чилі, Іспанія, Португалія). Був перевезений на батьківщину з Лісабона вже хворим (вірусний перикардит) і через кілька днів помер від легеневої інфекції.
Дочка — кінорежисер Палома Роша (нар. 1960), син — також кінорежисер Ерік Роша (нар. 1973).